# Typologie épistémologique
Il existe une diversité de typologie épistémologique : l'épistémologie générale vs. l'épistémologie régionale, les types de classifications épistémologiques (sciences formelles vs. empiriques, sciences de la nature vs. sciences humaines et sociales, sciences dures vs. molles, expérimentales vs. observationnelles, empiriques mathématisées vs. non mathématisées, explicatives vs. compréhensives, et empiriques prédictives vs. non prédictives), différentes perspectives épistémologiques (l'épistémologie naturalisée ou évolutionnaire), différentes conceptions de la vérité (correspondance, cohérence, consensus) et des méthodes scientifiques (hypothético-déductive, expérimentale, argumentative), une diversités de courants épistémologiques (positivisme, vérificationnisme, falsificationnisme, holisme, réalisme vs. anti-réalisme), ainsi qu'une diversité d'approche concernant les dynamiques scientifiques (évolution continue vs. discontinue, interne vs. externe, téléologique vs. évolutionniste).

## Epistemologyet épistémologie
L'épistémologue Léna Soler précise que « différentes manières de concevoir et de pratiquer l’épistémologie coexistent, souvent hétérogènes et parfois antagonistes ». Une première distinction concerne une orientation anglophone (étude de la connaissance) et une orientation francophone (étude de la connaissance scientifique) : 

« Les anglophones [...] emploient pour la plupart epistemology comme synonyme de « théorie de la connaissance ». Les francophones comprennent « épistémologie » en un sens plus étroit : ils l’utilisent uniquement pour qualifier la réflexion sur la connaissance spécifiquement scientifique, réservant l’expression de « théorie de la connaissance » à l’étude de la connaissance en général (scientifique et non scientifique) »

## Épistémologie générale et épistémologie régionale
Comme l'indique l'épistémologue Léna Soler, on peut distinguer l'épistémologie qui s'intéresse aux sciences de manière globale (épistémologie générale) ou des sciences en particulier (épistémologie régionale). L'épistémologie générale interroge le concept même de science, s'intéresse aux méthodes scientifiques, discute des critères de scientificité et de démarcation, etc. Alors que l'épistémologie régionale se focalise sur une discipline spécifique de manière approfondie permettant de détailler son objet, ses concepts, ses méthodes, ses hypothèses, ses résultats, etc. Léna Soler précise que cette distinction recouvre une opposition entre deux types d'épistémologie incompatibles, corrélat de l'opposition entre la science et les sciences, « deux manières irréconciliables de pratiquer l'épistémologie ». Elle précise néanmoins que l'épistémologie régionale peut être le point de départ d'une épistémologie comparative, c'est-à-dire d'une épistémologie générale.

## Les types de classifications des sciences
L'épistémologue Léna Soler indique que toutes classification des sciences est insatisfaisante dans la mesure où on observe des cas limites, où les sciences évoluent sans tenir compte des cadres classificatoire, il existe des enjeux à affirmer qu'une discipline est une science ou non. Soler présente différentes types épistémologiques de classifications (non exhaustif) : sciences formelles vs sciences empiriques, sciences de la nature vs sciences de l'homme et de la société, sciences dures vs sciences molles, mais aussi sciences expérimentales vs sciences de l'observation, sciences empiriques mathématisées vs sciences empiriques non mathématisées, sciences explicatives vs sciences compréhensive, sciences empiriques prédictives et sciences empiriques non prédictives.

## Épistémologie naturalisée et épistémologie évolutionnaire
Léna Soler défend l'idée que l'épistémologie est une science empirique. Soler évoque deux types épistémologiques l'épistémologie naturalisée et l'épistémologie évolutionnaire. La première est associée aux nom du philosophe et logicien américain Willard Van Orman Quine, la seconde est associée à Charles Darwin. Le philosophe Karl Popper adopte une perspective d'épistémologie évolutionnaire.

## Les types de vérités
L'épistémologue Léna Soler présente différentes conception de la notion de vérité en épistémologie : la vérité comme une correspondance entre un énoncé et une réalité extralinguistique, la vérité comme cohérence, et la vérité comme consensus. La vérité correspondance est adoptée par le réalismes scientifique, alors que la vérité consensus est adoptée par le conventionnalisme scientifique.

## Les types de méthode
Il existe trois grands types de méthodes scientifique : la méthode hypothético-déductive, la méthode expérimentale, la méthode argumentative.

## Les types d'approches épistémologiques
Il existe une diversité d'approches épistémologiques.

### Positivisme, vérificationnisme et falsificationnisme
Une première démarcation notable concerne la question des énoncés scientifique : le positivisme logique (notamment le Cercle de Vienne), associé au vérificationnisme, le falsificationnisme (ou réfutabilisme) associé au nom de Karl Popper, le holisme associé au nom de Pierre Duhem et de Willard Van Orman Quine. 

### Réalisme et anti-réalisme
Une deuxième démarcation notable concerne le rapport entre une théorie scientifique et son objet : réalisme scientifique et anti-réalisme scientifique. Réalisme scientifique et anti-réalisme scientifique n'ont pas la même conception de la notion de vérité : l'anti-réalisme exclut la thèse d'une vérité-correspondance, alors que pour le réalisme « le vrai ou le faux signifient la correspondance ou la non-correspondance à des états des choses préexistants ». Réalisme scientifique et anti-réalisme scientifique n'ont pas la même position concernant l'unicité de la théorie : pour le réalisme une théorie vraie et unique, alors que pour l'anti-réalisme l'exigence d'unicité n'est pas essentielle. On peut distinguer différents types réalistes et anti-réalistes, ou des types intermédiaires : le réalisme naïf, le réalisme convergent, le phénoménisme, le réductionnisme, le conventionnalisme, le relativisme faible et le relativisme fort, le relativisme des moyens et le relativisme des fins.

### Contingentisme et inévitabilisme
Il existe une opposition entre contingentisme et inévitabilisme.

## Les types des dynamiques scientifiques
Il existe différents types d'approche épistémologique concernant l'évolution des sciences : un schéma évolutif continu et un schéma évolutif discontinu. Thomas Kuhn, Gaston Bachelard ou encore Georges Canguilhem sont associés aux thèses discontinuistes. On distingue la contuinité ontologique et la continuité structurale. On distingue également deux manières de penser les déterminants de l'évolution scientifique : interne et externe. On distingue aussi les manières de penser le progrès scientifque : téologique et évolutioniste.